# Вера Гран

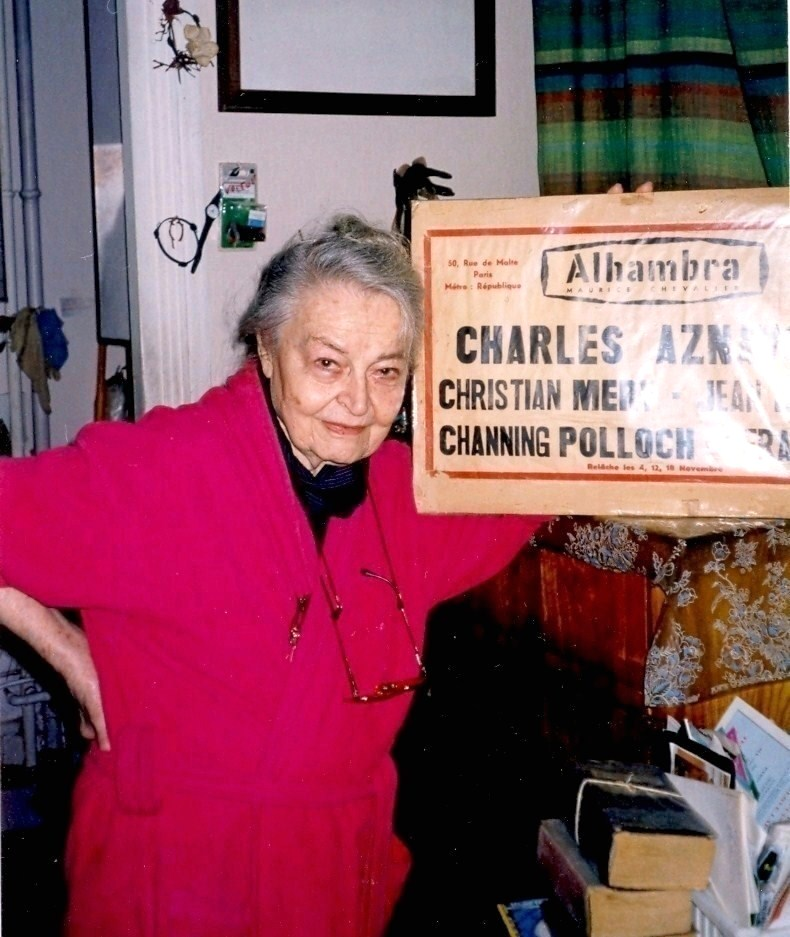
Вера Гран в Париже, 2003 год

Вера Гран, настоящее имя — Вероника Гринберг, в разное время использовала псевдонимы Сильвия Грин, Вера Грин, Мариоль (пол. Wiera Gran, Weronika Grynberg, 20 апреля 1916 г., Белосток, Российская империя — 19 ноября 2007 г., Париж, Франция) — польская певица еврейского происхождения, актриса кабаре и кино. Использовала псевдонимы Sylvia Green, Wiera Green, Mariol на грампластинках польской студии «Syrena Electro». После Второй мировой войны была обвинена в сотрудничестве с нацистскими властями. После переезда во Францию стала использовать псевдоним Вера Гран (Vera Gran).

## Биография
Вера Гран начала своё творчество во второй половине 30-х годов XX столетия пением в варшавском кафе «Парадиз». В 1934 году, когда ей было 17 лет, она под псевдонимом Сильвия Грин записала своё первое танго «Grzech» (Грех) на студии звукозаписи Syrena Electro. В это время большинство своих песен она исполняла на польском языке. На идише она спела в фильме «On a heym» (Без дома), где она сыграла одну из ролей вместе с Шимоном Джиганом и Израэлем Шумахером.
После оккупации Варшавы немецкими войсками Вера Гран проживала в Варшавском гетто, откуда ей по неизвестным обстоятельствам удалось вырваться и проживать на «арийской» стороне города. После войны несколько человек обвинили Веру Гран в сотрудничестве с нацистами. В 1947 году польский артист Йонас Турков
и Адольф Берман обвинили Веру Гран в коллаборационизме. Владислав Шпильман также заявил, что он знал о сотрудничестве Веры Гран с нацистами. Участник Варшавского восстания Марек Эдельман ещё до окончания войны заявил, что ему известны случаи сотрудничества Веры Гран с гестапо. Он также заявил, что ему был известен приказ Армии крайовой о ликвидации Веры Гран, который не был приведён в исполнение, потому что в то время было неизвестно место её проживания. Аналогичную информацию сообщала Ирена Сендлер.
В 1950 году Вера Гран выехала в Израиль. 6 июля 1952 года она переехала во Францию, где сотрудничала с Морисом Шевалье в его театре «Альгамбра». Работала вместе с Шарлем Азнавуром. В 1953 году жила в Венесуэле, где выступала в кабаре «Atelier».
В 1965 году Вера Гран совершила трёхмесячное турне по Польше и записала альбом совместно с группой Ежи Арбатовского.
Умерла 19 ноября 2007 года в Париже.

## Обвинение в коллаборационизме
В 1945 году после окончания войны Йонас Турков обвинил Веру Гран в том, что она, находясь в Варшавском гетто, сотрудничала с немецкими властями, за что получила разрешение проживать на арийской стороне Варшавы в гостинице «Hotel Polski». В 1947 году гражданский суд Центрального комитета польских евреев рассмотрел заявление Йонаса Туркова и признал Веру Гран невиновной. В 1949 году дело Веры Гран было закрыто из-за отсутствия улик.
Дело Веры Гран также рассматривалось в Израиле, где её обвиняли в коллаборационизме Йонас Турков, Адольф Берман и Песах Бурштейн. Вера Гран пыталась защитить своё имя, пытаясь встретиться с Йонасом Турковым, но из-за бойкота обвинителей рассмотрение дела постоянно затягивалось и окончательно было закрыто в 1982 году
Обвинения Владислава Шпильмана были основаны на его утверждении, что он видел как Вера Гран сотрудничала с группой «13». В своей книге воспоминаний «Пианист» Владислав Шпильман описывает Веру Гран как «Госпожа K.» в главе «Благородный поступок Госпожи К.».
С 1973 года Вера Гран работала над книгой, которую она издала в Париже в 1980 году на польском языке под названием «Sztafeta Oszczerców». В этой книге она даёт своё изложение событий времён Второй мировой войны и в свою очередь обвиняет Йонаса Туркова в клевете и в сотрудничестве с Гестапо.
Польская журналистка Йоанна Щенсная в своей статье в газете «Gazeta Wyborcza» считает, что Йонас Турков и Владислав Шпильман ложно обвиняли Веру Гран из-за личной неприязни, и обвинения в коллаборационизме были основаны только лишь на слухах.